# Бейрут (губернаторство)
Губернаторство Бейрут е в централната част на Ливан с площ 19,6 км2 и население 433 249 души (по приблизителна оценка от декември 2017 г.). Административен център е град Бейрут.